# Colman's

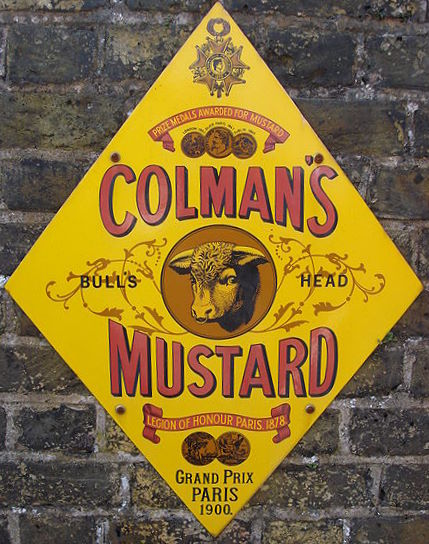
Anúncio da mostarda Colman's.

Colman's é um fabricante da Inglaterra de mostarda com fábrica localizada em Norwich no condado de Norfolk.
A empresa foi fundada em 1814 por Jeremiah Colman (1777–1851). A marca de alimentos é uma das mais antigas ainda em uso. O logotipo amarelo em forma de cabeça de touro da embalagem é utilizado dede 1885. Em 1866 recebeu a autorização real de fornecedor da Rainha Vitória.
Colman's faz parte do Grupo Unilever desde 1995.